# العلاقات الأرجنتينية الدومينيكانية
العلاقات الأرجنتينية الدومينيكانية هي العلاقات الثنائية التي تجمع بين الأرجنتين وجمهورية الدومينيكان.

## مقارنة بين البلدين
هذه مقارنة عامة ومرجعية للدولتين:
| وجه المقارنة                                              | الأرجنتين                                               | جمهورية الدومينيكان |
| --------------------------------------------------------- | ------------------------------------------------------- | ------------------- |
| المساحة (كم2)                                             | 2.78 مليون                                              | 48.67 ألف           |
| عدد السكان (نسمة)                                         | 44.27 مليون                                             | 10.40 مليون         |
| الكثافة السكانية (ن./كم²)                                 | 15.92                                                   | 213.68              |
| العاصمة                                                   | بوينس آيرس                                              | سانتو دومينغو       |
| اللغة الرسمية                                             | اللغة الإسبانية                                         | اللغة الإسبانية     |
| العملة                                                    | البيزو الأرجنتيني 1983 ‏، بيزو أرجنتيني، أسترال أرجنتيني | بيزو دومنيكاني      |
| الناتج المحلي الإجمالي (بليون دولار)                      | 637.59 مليار                                            | 75.93 مليار         |
| الناتج المحلي الإجمالي (تعادل القوة الشرائية) بليون دولار | 883.02 مليار                                            | 149.89 مليار        |
| الناتج المحلي الإجمالي الاسمي للفرد دولار أمريكي          | 13.43 ألف                                               | 6.47 ألف            |
| الناتج المحلي الإجمالي للفرد دولار أمريكي                 |                                                         | 13.26 ألف           |
| مؤشر التنمية البشرية                                      | 0.827                                                   | 0.715               |
| رمز المكالمات الدولي                                      | +54                                                     | +1809، +1829، +1849 |
| رمز الإنترنت                                              | .ar                                                     | .do                 |
| المنطقة الزمنية                                           | 00                                                      | 00                  |

## مدن متوأمة
في ما يلي قائمة باتفاقيات التوأمة بين مدن أرجنتينية ودومينيكانية:
- ترتبط روساريو مع سانتو دومينغو باتفاقية توأمة منذ 2011.[13][13][13][13]
- ترتبط بوينس آيرس مع سانتو دومينغو باتفاقية توأمة منذ 19 مايو 1994.

## منظمات دولية مشتركة
يشترك البلدان في عضوية مجموعة من المنظمات الدولية، منها:
| علم المنظمة | اسم المنظمة                                                          | تاريخ انضمام الأرجنتين | تاريخ انضمام جمهورية الدومينيكان |
| ----------- | -------------------------------------------------------------------- | ---------------------- | -------------------------------- |
|             | مؤسسة التنمية الدولية                                                | 3 أغسطس 1962           | 16 نوفمبر 1962                   |
|             | المنظمة الهيدروغرافية الدولية                                        | ?                      | ?                                |
|             | يونسكو                                                               | 15 سبتمبر 1948         | 4 نوفمبر 1946                    |
|             | مؤسسة التمويل الدولية                                                | 13 أكتوبر 1959         | 31 أكتوبر 1961                   |
|             | منظمة حظر الأسلحة الكيميائية                                         | ?                      | ?                                |
|             | الأمم المتحدة                                                        | 24 أكتوبر 1945         | 24 أكتوبر 1945                   |
|             | بنك أمريكا الوسطى للتكامل الاقتصادي ‏                                 | ?                      | ?                                |
|             | منظمة الشرطة الجنائية الدولية                                        | ?                      | ?                                |
|             | الاتحاد البريدي العالمي                                              | ?                      | ?                                |
|             | البنك الدولي للإنشاء والتعمير                                        | 20 سبتمبر 1956         | 18 سبتمبر 1961                   |
|             | وكالة ضمان الاستثمار متعدد الأطراف                                   | 11 فبراير 1992         | 7 مارس 1997                      |
|             | وكالة حظر الأسلحة النووية في أمريكا اللاتينية ومنطقة البحر الكاريبي ‏ | ?                      | ?                                |
|             | منظمة التجارة العالمية                                               | ?                      | ?                                |

## أعلام
هذه قائمة لبعض الشخصيات التي تربطها علاقات بالبلدين:
- بوبي برموديز (12 نوفمبر 1928 – 3 ديسمبر 2014)

## وصلات خارجية
- موقع وزارة الخارجية الأرجنتينية